# Ћебе
Ћебе је део инвентара кревета; у принципу велико правоугаоно парче тканине, чија је намена да чува топлоту тела које се налази испод њега, специјално за време спавања. Ћебад се разликују од плахти по материјалу од кога су направљена, као и по својој дебљини и намени. Најдебља плахта је још увек тања и лакша од ћебета, због тога што је њена намена да побољша хигијену и пружи удобност и естетику, а не топлоту попут ћебеади. Ћебад се деле на много врста, зависно од њихових димензија, дебљине, конструкције и материјала којим могу бити испуњена. Материјал који се традиционално користио за израду ћебади је вуна а плахта од памука који мање иритира кожу. Данас се увелико користе вештачке тканине за израду оба ова реквизита.
Посебна врста ћебета је електрично ћебе, које осим што чува топлоту представља и додатни извор топлоте, која се производи електричном енергијом.